# Neotropidion pulchellum
Neotropidion pulchellum är en skalbaggsart som beskrevs av Martins 1968. Neotropidion pulchellum ingår i släktet Neotropidion och familjen långhorningar. Inga underarter finns listade i Catalogue of Life.